# 階上町立道仏中学校
階上町立道仏中学校（はしかみちょうりつ どうぶつちゅうがっこう）は、青森県三戸郡階上町道仏にある公立中学校。

## 沿革
- 1947年（昭和22年）4月21日 - 階上村立道仏中学校として開校。開校式並びに入学式を挙行。
- 1948年（昭和23年）9月27日 - 校舎増築工事が竣工し、落成式挙行。
- 1949年（昭和24年）4月1日 - 赤保内小学校の寺下学区を除いた学区を、階上中学校の学区に変更。
- 1953年（昭和28年）1月25日 - 新校舎第一期工事が竣工し、移転。
- 1954年（昭和29年）1月5日 - 講堂兼屋内体育館が完成。
- 1955年（昭和30年）3月1日 - 校歌制定。
- 1956年（昭和31年）2月1日 - 第三期工事（3教室）完成。
- 1964年（昭和39年）11月28日 - 特別教室（音楽室・理科室・技術科室）竣工。
- 1966年（昭和41年）
  - 5月20日 - 国旗掲揚塔完成。
  - 9月1日 - 牛乳給食開始。
- 1967年（昭和42年）12月20日 - 創立二十周年記念式典挙行。
- 1972年（昭和47年）4月9日 - 学校給食（完全給食）開始。
- 1977年（昭和52年）10月30日 - 創立三十周年記念式典挙行。同日、道仏中学校同窓会設立総会開催。
- 1980年（昭和55年）
  - 3月10日 - 生徒会誌「東雲」創刊号が発刊される。
  - 5月1日 - 階上村の町制施行に伴い、階上町立道仏中学校に改称する。
- 1981年（昭和56年）11月5日 - 新校舎落成。
- 1982年（昭和57年）
  - 11月25日 - 体育館完成。
  - 12月20日 - 新校舎落成式挙行。
- 1988年（昭和63年）
  - 2月25日 - LL教室装置取付完了。
  - 10月31日 - 学校プール竣工。
- 1997年（平成9年）10月 - 創立50周年記念式典を挙行する。
- 2007年（平成19年）10月 - 創立60周年記念式典を挙行する。
- 2012年（平成24年）4月 - 命を大切にする心を育てる推進事業校に指定される。

## 生徒数
2023年（令和5年）5月1日現在
| 学年 | 1年 | 2年 | 3年 | 特別支援   | 合計 |
| ---- | --- | --- | --- | ---------- | ---- |
| 学級 | 1   | 1   | 1   | 2          | 5    |
| 生徒 | 17  | 13  | 17  | （2） 内数 | 47   |

## 学校周辺
- 社会福祉法人無量会道仏保育園
- 青森県道1号八戸階上線

## アクセス
- 階上町コミュニティバス「道仏中学校前」バス停下車。

## 卒業生
- 十文字友和（大相撲力士、元幕内）